# Sandra (cantante)
Sandra Ann Lauer (Sarrebruck, 18 de mayo de 1962), más conocida por su nombre artístico de Sandra, es una cantante pop alemana de gran éxito europeo en la década de 1980 y comienzos de la de 1990. Fue producida por su entonces futuro marido y compañero musical Michael Cretu. Su éxitos internacionales incluían sencillos como «(I'll Never Be) Maria Magdalena» (1985), «In the Heat of the Night» (1985), «Hi! Hi! Hi!» (1986), «Everlasting Love» (1987), «Heaven Can Wait» (1988) e «Hiroshima» (1990). Sus álbumes más reconocidos fueron Into a Secret Land (1988) y Close to Seven (1992).
Antes de embarcarse en su propia carrera en solitario, Sandra ya había formado parte como vocalista principal del trío femenino de música disco Arabesque, con la que tuvo un seguimiento masivo sobre todo en Japón. Además, entre 1990 y 2003 prestó su voz en álbumes publicados por el exitoso proyecto musical Enigma, dirigido asimismo por Michael Cretu.
Convertida en una estrella de culto con una base de fanes devotos, siguió siendo una de las cantantes más recordadas de la década de 1980 en la Europa continental. Durante su breve cumbre de popularidad, vendió incluso más que Madonna en una serie de países de todo el mundo. Con ventas que superaron los treinta millones de discos en todo el mundo, Sandra se estableció como el mayor éxito alemán de una vocalista femenina en el género pop.

## 1962-1984: primeros años y Arabesque
Sandra nació en Sarrebruck, ciudad alemana situada cerca de la frontera con Francia, con el nombre de Sandra Ann Lauer. Su padre Robert, de origen francés, era dueño de una tienda de vinos en Sarrebruck, y su madre Karin trabajaba en una zapatería de la ciudad. También tenía un hermano mayor, Gastón, que era parapléjico y que moriría en 1995. Sandra mostró un temprano interés por la música y el baile. Empezó a tomar clases de ballet clásico a los 5 años de edad, y las continuó por un tiempo de diez años. Cuando tenía 10 años de edad, recibió como regalo una guitarra, con la cual tomó lecciones musicales del maestro de su escuela a la que iba.
En 1975, y a la edad de 13 años, Sandra se fue a ver con su madre la celebración del Festival de Jóvenes Estrellas, una competición de talentos en Sarrebruck en donde se estaba buscando gente nueva para incorporarla a la industria musical de Alemania. A pesar de que no era una de las competidoras, sino simplemente parte de la audiencia, aprovechó que todos los participantes habían terminado de realizar su actuación y que el jurado aún estaba discutiendo los resultados, para decirle a su madre que tenía que ir un momento al baño; se levantó, caminó hacia el escenario, persuadió al DJ para que pusiera una versión alemana de una canción que había popularizado Olivia Newton-John, tomó el micrófono y comenzó a cantar. El reconocimiento obtenido por la improvisación le permitió conseguir grabar y publicar profesionalmente una canción titulada «Andy mein Freund». La canción infantil versaba sobre una niña que le cantaba a su querido perro mascota llamado Andy. Al sencillo, sin embargo, no le fue bien en las listas de éxito dominadas por la música disco, y Sandra no recibió más ofertas de grabación.
En 1979, ya con 17 años, Sandra se unió al grupo femenino de música disco Arabesque, que por entonces estaba integrado por Michaela Rose y Jasmine Vetter. Después de la incorporación, el grupo grabó su segundo álbum con Sandra mayormente de vocalista principal en los Europasound Studios de Offenbach. El estudio pertenecía al productor Frank Farian, el creador de Boney M. y, más tarde, de Milli Vanilli. Uno de los músicos que trabajaba allí era un teclista llamado Michael Cretu. Sandra y Michael descubrieron que celebraban su cumpleaños el mismo día, aunque se llevaban cinco años de diferencia, y se hicieron buenos amigos.
Con Arabesque comenzó una nueva etapa en la vida de Sandra. Por primera vez estuvo lejos de su familia, al presentarse en los escenarios y la televisión de países extranjeros, y dar entrevistas, reportajes fotográficos y estar actuando en los diversos conciertos del mundo. Arabesque se convirtió en un grupo exitoso, y Sandra, para su decimonoveno cumpleaños, se convirtió en toda una estrella. El trío fue particularmente famoso en Japón, y su vestuario extravagante y a veces atrevido, sus coreografías, y su música alegre, sugerían una buena alternativa a grupos contemporáneos como ABBA o Boney M. Lograron el éxito en varios países más y alcanzaron el top 10 en Alemania con el tema «Marigot Bay» en 1981. Después de nueve álbumes, las diferencias en sus gustos musicales y el fin de la popularidad de la música disco señalaron la separación final del grupo.
Sandra y Michael, ahora involucrados sentimentalmente, se mudaron a Múnich, donde Michael creó su propio estudio de grabación llamado Data-Alpha-Studio, basado en una de las canciones de su álbum solista Legionäre. Su primer sencillo juntos —él como productor de ella— fue «Japan ist weit», en 1984, una versión alemana de la canción de Alphaville «Big in Japan», y que era una forma apropiada para describir la fama que Sandra había cosechado hasta ese momento en Japón. Sin embargo, la canción fracasó en entrar en alguna de las listas musicales, y solo se logró vender ciento veinticinco copias del sencillo.

## 1985-1992: en lo álgido de su carrera internacional

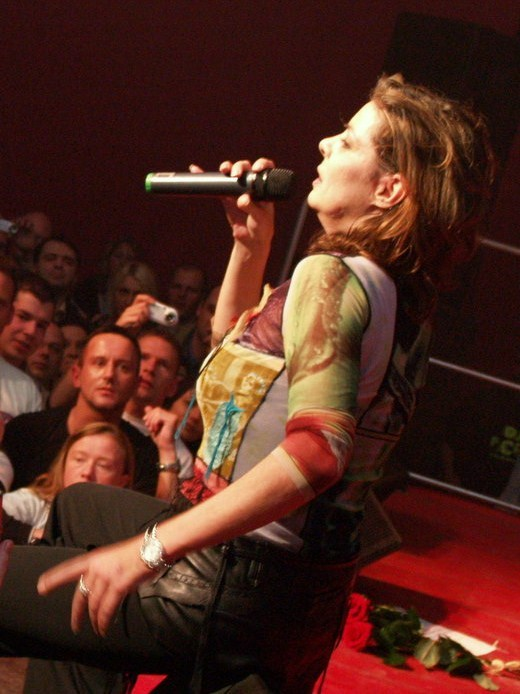
Sandra Ann Lauer en un concierto, 2007.

Sandra obtuvo un palpable éxito fuera de las fronteras alemanas en 1985 con la canción «(I'll Never Be) Maria Magdalena». El sencillo, grabado inicialmente al margen de cualquier álbum de estudio, lideró las listas en veintiún diferentes países, y entró en el top 10 de otros cinco países más. En Suecia, «(I'll Never Be) Maria Magdalena» se mantuvo durante ocho semanas en el número 1. Después del éxito, se grabó y publicó su primer álbum, The Long Play (1985), que alcanzó el número 12 en su país natal, y que también llegó al top 20 de otros países.
El siguiente sencillo, «In the Heat of the Night», continuó su éxito internacional: alcanzó el número 2 en Alemania y el top 5 en Francia. Para entonces, Sandra ya era aclamada como la «princesa del pop» en Europa. La canción le dio a la cantante asimismo el segundo lugar en el Festival de Música de Tokio celebrado en 1986. «Little Girl» fue su tercer sencillo en publicarse; para ello se filmó un vídeo musical enteramente en escenarios de Venecia.
Poco después del lanzamiento de The Long Play, Sandra se mudó por seis meses a Londres para recibir instrucciones de canto y tomar lecciones de percusión para tener mejor sentido del ritmo y el tempo, a la vez que se inscribía en una escuela de idiomas para mejorar su habilidad con el inglés. Durante los fines de semana, la cantante volvía a Múnich para trabajar en su nuevo álbum.
En este segundo álbum de estudio de Sandra, Mirrors (publicado en octubre de 1986), se reflejó el continuo desarrollo musical de su productor Michael Cretu, que siguió utilizando el talento como compositor y cantante del músico alemán Hubert Kemmler —líder de grupo Hubert Kah— para las canciones. El álbum se abría con la canción «Don't Cry (The Breakup of the World)», escrita en respuesta al accidente de Chernóbil de abril de 1986. «Innocent Love» fue el primero de los cuatro exitosos sencillos que se extraerían de Mirrors. Alcanzó el top 10 en Francia, mientras que el segundo sencillo, «Hi! Hi! Hi!», alcanzaría el top 10 en su país natal, Alemania. La balada pop «Loreen» fue el tercer sencillo en editarse, mientras que «Midnight Man» (con Michael Cretu acompañando vocalmente a la cantante y apareciendo en el vídeo musical) fue el cuarto y último en extraerse del álbum. El álbum Mirrors continuó el éxito que tuvo el disco precedente sobre toda Europa.
En 1987, dos años después de su espectacular debut, Sandra publicó el disco recopilatorio de grandes éxitos Ten on One (The Singles), un testimonio de lo rápido que fue su ascenso en poco tiempo hacia el estrellato. Acompañándolo, se editó también una colección de vídeos musicales de este álbum, donde Sandra daba a conocer también brevemente a sus seguidores parte de su vida privada y de su rutina diaria. En el álbum estaba su versión de «Everlasting Love», que era una de sus canciones favoritas desde pequeña, y que la llevó al número 5 de la lista musical alemana, de manera que se convirtió en una de sus canciones más exitosas de toda su carrera. El vídeo mostraba a Sandra y a un modelo masculino representar a varias parejas de amantes a través de las diferentes épocas en que les había tocado vivir, entre las cuales estaban Adán y Eva, Bonnie y Clyde, Cleopatra y Marco Antonio, y una colorida pareja punk de los años 80. El segundo sencillo del álbum, «Stop for a Minute», se convirtió en otro top 10 alemán. Fue escrito especialmente para la serie criminal de la televisión alemana Tatort, donde se le halló a Sandra interpretando la canción en una escena de un club en uno de los episodios de la serie.
El 7 de enero de 1988, Sandra se casó con Michael Cretu, y ambos se trasladaron de Múnich a la isla española de Ibiza. Ese mismo año se pusieron a trabajar en el nuevo material de la cantante.
En 1988 Sandra y Michael publicaron el álbum Into a Secret Land, con el cual se alejarían de alguna manera del electro pop que les caracterizaban hacia un sonido más seductor y misterioso. Cuatro sencillos fueron extraídos de este álbum. El primer sencillo, «Heaven Can Wait», alcanzó otro éxito en el top 10 francés y el número 12 en Alemania. Fue acompañado de un vídeo musical ambientado en una playa mediterránea. La canción «Secret Land» —una versión del tema «Trenchcoat Man» del proyecto musical alemán de corta vida Fabrique—, se editó como segundo sencillo del álbum. Alcanzaría el top 10 en su país natal, Alemania. El tercer sencillo, «We'll Be Together», fue otro top 10 alemán. Esta canción, junto a «When the Rain Doesn't Come» (de su álbum Close to Seven) fueron los únicos temas escritos o coescritos por Sandra antes de la edición de su álbum The Art of Love en 2007. «Around My Heart», el cuarto sencillo en ser publicado, alcanzó el número 11 en Alemania.
El equipo británico de productores musicales Stock Aitken Waterman intentaron sacar provecho del éxito del tema «Everlasting Love» en la Europa continental al remezclar y publicar la canción en 1988 para el mercado británico. Esta versión remezclada fue un éxito moderado en el Reino Unido (alcanzaría el número 45), pero vendió muy bien en Suecia, las Filipinas y Sudáfrica.
Siendo partidaria de la defensa de los derechos de los animales y de la conservación de la naturaleza, Sandra participó en el proyecto Artists United for Nature en 1989. En la canción «Yes We Can» participaron, entre otros, Brian May, Harold Faltermeyer y Chaka Khan.
Sandra terminó la década de 1980 como una de las artistas femeninas más populares de Europa. En este punto era comúnmente conocida como la «princesa europea del pop» y rivalizaba con Madonna en términos de popularidad y top 10 conseguidos.
El álbum de Sandra Paintings in Yellow (publicado en marzo de 1990) le dio otro éxito en el top 10 con su sorprendente versión de «Hiroshima» de los Wishful Thinking. Elementos de las cinco partes constitutivas de la canción «The Journey» incluida en el álbum —y que fue particularmente evidente también en otros temas del disco—, adelantaron lo que iba a ser el sonido del proyecto musical Enigma. Frank Peterson, que era colaborador como «F. Gregorian» en Enigma, asumió el rol de compositor y arreglista de algunos de los temas de Paintings in Yellow junto a Michael Cretu. Su influencia era perfectamente audible en el álbum.
En el mismo año, la canción «Sadeness», de Enigma, se convirtió en un gran éxito en muchos países del mundo. Al principio nadie sabía quién se escondía tras el nombre de Enigma, pero los seguidores de Sandra identificaron rápidamente su voz, y la relacionaron enseguida con su marido Michael Cretu, responsable real de este proyecto musical. Al lograr entrar la canción en el top 10 de Estados Unidos, supuso para Sandra alcanzar un pequeño éxito en el mercado norteamericano, aunque fuera indirectamente a través de su colaboración vocal en el tema. Sandra interpretó «(Life May Be) a Big Insanity», segundo sencillo de su último álbum, en los World Music Awards de Montecarlo, cuando recibió el premio por artista alemana más vendedora a finales de 1990. «One More Night» fue el tercer y último sencillo en extraerse de Paintings in Yellow.
Debido al éxito mundial de Enigma, hubo una pequeña interrupción en la carrera musical de Sandra, que duraría dos años hasta que fue publicado su siguiente álbum Close to Seven en 1992. En este álbum, la música tomó un derrotero hacia un estilo más meditativo y menos bailable. Sandra quería cambiar su imagen de ídolo para adolescentes y actuar para una audiencia más madura. Se convertiría en otro disco en alcanzar el top 10 en las listas alemanas. Las voces masculinas eran interpretadas por Andy Jonas, más conocido por Andy «Angel» Hart.
Aunque su primer sencillo del álbum, «Don't Be Aggressive», alcanzó en entrar en el top 20 europeo, el siguiente no logró repetir el mismo éxito. «I Need Love» fue el primer sencillo, después de «Japan ist weit», en fracasar en las listas musicales. Sin embargo, Sandra y Michael fueron reconocidos como la pareja casada más exitosa del año, y fueron premiados con el Golden Europe Award en 1992.
A finales de 1992 se publicó un nuevo álbum recopilatorio de la artista, titulado 18 Greatest Hits. Incluía una versión con nuevos arreglos musicales de la canción «Johnny Wanna Live», que acababa de ser editado también como sencillo. Esta canción ya había aparecido en una primera versión en el álbum de 1990 Paintings in Yellow. El tema, coescrito por Frank Peterson y más tarde rehecho por su entonces novia Sarah Brightman para su álbum Dive (1993), fue un alegato en contra del maltrato de los animales. El vídeo musical que lo acompañaba mostraba escenas impactantes de crueldad hacia ellos. En una entrevista en Suecia, Sandra explicó el origen de la canción citando su desaprobación en que la gente se vistiera con abrigos de piel de procedencia animal. El recopilatorio alcanzó el top 10 tanto en Alemania como en Francia, y fue galardonado con un disco de oro y uno de platino en esos países, respectivamente. La publicación de 18 Greatest Hits marcó el final del más exitoso periodo en la carrera como solista de Sandra.

## 1993-2006: intentos de regreso
En 1993 Sandra publicó una nueva versión techno de «Maria Magdalena», acompañado de un vídeo musical de corte futurístico, aunque la canción no llegó a ser un gran éxito comercial. Aun así, alcanzó el número 8 en las listas de Finlandia.
En 1995, mientras estaba embarazada de gemelos, Sandra grabó y publicó Fading Shades. Este álbum vio al nuevo compositor y productor Jens Gad trabajando junto a Michael Cretu. El álbum contenía una poderosa versión de «Nights in White Satin» de los Moody Blues. La canción fue número 1 en Israel y entró en el top 20 de Finlandia y Australia. El vídeo musical mostró únicamente primeros planos del rostro de Sandra, debido al avanzado estado de gestación del embarazo de la cantante. Andy «Angel» Hard volvió a hacer de vocalista masculino en el disco. El segundo sencillo en ser extraído de Fading Shades fue «Won't Run Away», que no llegó a impactar en ninguna lista musical.
El 6 de julio de 1995, Sandra dio a luz a sus mellizos Nikita y Sebastian en un hospital de Múnich mediante un parto por cesárea. La cantante decidió posponer su carrera y dedicarse a criar a sus hijos.
En 1999 se publicó un doble disco recopilatorio de Sandra, titulado My Favourites. Por entonces, la tendencia de veteranos artistas como Modern Talking de comenzar a hacer remezclas de sus viejas grabaciones, hizo que el primer disco de My Favourites se presentara con remezclas de los éxitos de la cantante, que incluía algunas de sus baladas favoritas. El álbum se abrió rápidamente camino hacia el top 20 de las listas alemanas. «Secret Land», en su versión remezclada, fue el sencillo elegido, y en el vídeo musical se podía ver a Sandra con su pelo acortado. En 2000, Sandra puso la voz de fondo para el sencillo de Andru Donalds «Precious Little Diamond».
El primer álbum de estudio de Sandra en siete años se presentó con el título The Wheel of Time en 2002. Alcanzó el número 8 en la lista alemana de álbumes. El primer sencillo, «Forever», publicado en 2001, tuvo un éxito moderado, y mostró a una nueva Sandra más madura y natural llevando aún el pelo corto. Aunque algunos criticaron a The Wheel of Time por contener no menos de cuatro versiones de canciones ajenas —incluido el que se publicaría como segundo sencillo, «Such a Shame», originalmente interpretado por los británicos Talk Talk—, el álbum sería bien recibido por sus fanes. Antes de editarse este álbum, Sandra solo había versionado tres temas ajenos en inglés: «Everlasting Love» en 1987, «Hiroshima» en 1990, y «Nights in White Satin» en 1995. El tercer sencillo en extraerse de The Wheel of Time fue la balada pop «I Close My Eyes». También fue publicado «Forgive Me», pero solo como sencillo promocional. En 2003 salió al mercado el DVD The Complete History, que incluía todos sus vídeos musicales rodados hasta entonces.
Las apariciones de Sandra fueron siendo pocas y muy separadas entre sí, cuando en 2005 se rumoreó que la superestrella suiza DJ BoBo estaba planeando hacer un dueto con ella. Sandra se había encontrado con DJ BoBo durante los premios del World Music Awards de Montecarlo en 2002, cuando su marido fue galardonado con el premio al artista alemán que más ventas había logrado. Ese encuentro dio como resultado el sencillo «Secrets of Love» en 2006. Este tema bailable alcanzó el número 5 en Suiza y el número 13 en Alemania. El vídeo musical fue rodado en el Disneyland Park de París, y Sandra y DJ BoBo fueron los únicos artistas hasta ese momento a los cuales se les permitió filmar dentro del castillo de Cenicienta. Durante ese tiempo, Sandra tomó la decisión de volver a actuar en vivo, y se le volvió a ver con su característico pelo largo que ya llevaba en la década de 1980.
Virgin Music, la casa discográfica de Sandra, sugirió la idea de enviar las grabaciones vocales de los grandes éxitos de la cantante a diferentes equipos de productores y remezcladores a fin de que pudieran producir música completamente nueva a partir de esas grabaciones. Sandra dudó en un primer momento, pues ya había publicado un álbum recopilatorio de remezclas en 1999 y no quería volver a tener que promocionar otra vez sus grandes éxitos. Acababa de grabar su octavo álbum y su deseo era la de moverse hacia una nueva dirección musical. Sin embargo, los productores encargados de tales remezclas llegaron a entregar un buen trabajo, y a finales de 2006 se editó el recopilatorio Reflections. El exitoso tema de Sandra de 1987, «Everlasting Love», recibió incluso una nueva grabación vocal por parte de la cantante, de manera que se rehízo en una potente balada pop que serviría para que fuera distribuida como sencillo promocional en las emisoras de radio alemanas. Aunque el álbum había alcanzado el top 10 en algunas tiendas online en todo el mundo, no se llegó a sacar ningún sencillo oficial del disco. En 2007, Virgin Music France decidió publicar una versión especial de Reflections, titulado Reflections - Special Edition. Contuvo tres nuevas remezclas más hechas por dj franceses a petición de la propia casa discográfica.

## 2007: una nueva dirección musical
El tan esperado álbum de estudio The Art of Love fue publicado en febrero de 2007; alcanzaría la decimosexta posición en la lista musical alemana. Por primera vez, Michael Cretu no trabajó como productor para el álbum, debido supuestamente a lo muy ocupado que estaba produciendo su nuevo álbum de Enigma, A Posteriori. La dirección de Sandra fue intentar encontrar primeramente productores en el Reino Unido, pero a la cantante no le gustó la idea de dejar a su familia por un largo periodo de tiempo. Finalmente, Sandra contactó con la «mano derecha» de Michael Cretu, Jens Gad, quien produjo enteramente el álbum. La cantante, por primera vez en su carrera, participó entonces activamente en la composición de la música y la letra del disco. Por ello, las letras de las canciones fueron algo más personales, en las cuales Sandra revisitaba su infancia y todas sus tristes experiencias habidas en ella. Trabajaba en el estudio de Gad por las noches, después volvía a casa para preparar el desayuno a sus gemelos, y luego dormía hasta que sus hijos volvieran de la escuela. Por otro lado, y por primera vez, Sandra reveló su nuevo aspecto más erótico en las fotos promocionales tomadas en Nueva York para el álbum.
El primer sencillo publicado del álbum, «The Way I Am», fue editado en enero de 2007; alcanzaría la quincuagésima posición en las listas musicales de Alemania, incluso sin haber tenido apenas promoción alguna. El segundo sencillo, «What is It About Me», fue publicado en mayo del 2007, pero fracasó en subir en las listas. El álbum incluía la canción «Love is the Price» a dúo entre la cantante y DJ BoBo. También aparecieron ambos hijos de Sandra, Nikita y Sebastian, en los coros de tres de las canciones del disco. En Polonia, EMI Music decidió lanzar la canción «All You Zombies» como sencillo promocional para las emisoras de radio en lugar de «What is It About Me», con el consiguiente éxito que ello supuso. Los seguidores de Sandra hicieron campaña para que la canción fuera editada como sencillo comercial, mientras que la cantante hacía la revelación en una entrevista de que «Put Your Arms Around Me» (escrita por Sinéad O'Connor) estaría planeado en lanzarse como el siguiente sencillo del álbum, y que lo integraría un inédito dueto con DJ BoBo. Sin embargo, en una subsiguiente entrevista, Sandra anunciaba que no se extraerían más sencillos del álbum The Art of Love.
En noviembre de 2007 apareció la noticia de que Sandra y Michael Cretu se habían separado por las «diferencias personales y profesionales» que había entre ellos. Durante ese año y comienzo del 2008, la cantante estuvo ocupada con la gira que le llevó por el este europeo y Alemania. La cantante decidió retornar a la apretada agenda de conciertos del pasado, e incluso dio una actuación en el espectacular Palacio del Kremlin de Moscú, en Rusia. También visitó por primera vez países como Kazajistán, Ucrania y Lituania. El 23 de julio de 2008 actuó en Atenas, Grecia. El 24 de agosto de 2008 actuó en Polonia durante un concierto dedicado a la música de los años 80, junto a Kim Wilde, Samantha Fox, Sabrina, Thomas Anders (ex Modern Talking), Limahl y Shakin' Stevens. El concierto formaba parte del Festival Internacional de la Canción de Sopot 2008, y fue retransmitido en vivo por el canal de televisión privado polaco TVN. Sandra interpretó tres canciones: «Maria Magdalena», «In the Heat of the Night» e «Hiroshima».
Un nuevo álbum de Sandra, titulado Back to Life, fue publicado el 27 de marzo de 2009. La cantante reveló que iba a ser un disco pop bailable, influenciado por los géneros del pop latino, el dance y el R&B. El primer sencillo, «In a Heartbeat», fue editado el 6 de marzo. El álbum fue grabado en Nueva York con la ayuda de Jens Gad y su hermano Toby Gad (famoso por su trabajo con Beyoncé y Fergie). El segundo sencillo extraído del álbum fue «The Night is Still Young», publicado el 8 de mayo de 2009, y que era un dúo entre ella y el cantante alemán Thomas Anders. Este era famoso por haber sido parte integrante de Modern Talking en la década de 1980. Asimismo, el álbum incluía también la canción «I Want You», en la que Sandra se hizo acompañar vocalmente por su futuro marido Olaf Menges. Otra notoria canción fue «Tête à tête», escrita y compuesta por Sandra y cantada por ella en el idioma francés.
El 1 de agosto, Sandra fue una de las principales estrellas en el festival «DJ Bobo & Friends» celebrado en la localidad suiza de Engelberg. Contentó a sus fanes con una impecable actuación en vivo acompañada de un único dj en escena, y en donde hizo interpretaciones completamente nuevas de sus exitosas canciones pasadas.
El 6 de noviembre de 2009 se publicó un triple álbum recopilatorio de sus grandes éxitos titulado The Platinum Collection. Los dos primeros discos, con cuarenta canciones, incluían todos sus exitosos sencillos, desde «Maria Magdalena» hasta «The Night is Still Young», así como algunas pistas extraídas de sus álbumes Into a Secret Land, Paintings in Yellow, Close to Seven, The Art of Love y Back to Life. El tercer disco incluía once versiones extendidas de sus grandes éxitos.
El 11 de mayo de 2012 salió publicado un nuevo sencillo de Sandra, «Maybe Tonight», producido por el equipo alemán Blank & Jones. El 12 y el 26 de octubre de 2012 se pusieron a la venta un nuevo sencillo y un nuevo álbum de la cantante, respectivamente: «Infinite Kiss» y Stay in Touch.

## Vida personal
Sandra se había casado con Michael Cretu el 7 de enero de 1988, con el que tuvo dos hijos gemelos, Nikita y Sebastian, nacidos el 6 de julio de 1995. El matrimonio se separaría en noviembre de 2007, con la cita de «diferencias personales y profesionales» como motivo de tal decisión. Sandra siguió residiendo en su casa de la isla de Ibiza después de conseguir el divorcio de su marido en mayo de 2008, mientras que Michael Cretu se iría a vivir a Alemania en mayo de 2009. La cantante decidió casarse de nuevo el 1 de marzo de 2010, esta vez en las islas Seychelles con el negociante alemán Olaf Menges (nacido en Iserlohn en 1968, casado anteriormente y padre de dos hijos), al que había conocido en Ibiza en octubre de 2007; éste se convertiría en representante de ella, y ya en 2009 coprodujo su álbum Back to Life como álbum de regreso de la artista. En 2014, la pareja decidió separarse, con lo que también Olaf dejó de ser el representante profesional de la cantante.

## Discografía
| Álbumes de estudio - 1985: The Long Play - 1986: Mirrors - 1988: Into a Secret Land - 1990: Paintings in Yellow - 1992: Close to Seven - 1995: Fading Shades - 2002: The Wheel of Time - 2006: Reflections (álbum con nueva producción de sus éxitos) - 2007: The Art of Love - 2009: Back to Life - 2012: Stay in Touch | Sencillos no incluidos en álbumes de estudio - 1976: «Andy mein Freund» (acreditado a su nombre de Sandra Ann) - 1984: «Japan ist weit» - 1987: «Everlasting Love» - 1988: «Stop for a Minute» Colaboraciones con otros artistas - 2006: «Secrets of Love» (dúo entre DJ BoBo y Sandra) |

## Premios
Bravo Otto
Premio Bravo Otto otorgado por votación popular en la revista alemana Bravo:
- 1985: «Plata» en la categoría de cantante femenina.
- 1986: «Bronce» en la categoría de cantante femenina.
- 1987: «Plata» en la categoría de cantante femenina.
- 1988: «Oro» en la categoría de cantante femenina.
- 1989: «Oro» en la categoría de cantante femenina.
- 1990: «Oro» en la categoría de cantante femenina.
- 1991: «Oro» en la categoría de cantante femenina.
- 1992: «Oro» en la categoría de cantante femenina.
- 1993: «Bronce» en la categoría de cantante femenina.

Echo
Premio Echo otorgado por la Academia Fonográfica Alemana:
- 1993: En la categoría «Artista femenina nacional del año».

Goldene Europa
Premio Goldene Europa otorgado por la televisión Saarländischer Rundfunk en representación también desde 1981 por la televisión alemana en general:
- 1986, 1992

Löwe von Radio Luxemburg
Premio Löwe otorgado por la Radio Luxemburg alemana:
- 1988: «Bronce» (por la canción «Everlasting Love»)

RSH-Gold
Premio RSH-Gold otorgado por la Radio Schleswig-Holstein alemana:
- 1989
- 1991: En la categoría «Producción alemana femenina»

World Music Award
Premio World Music Award otorgado al artista más vendedor:
- 1990: En la categoría «Artista alemán mas vendedor»